# Трудгейм
Трудгейм (давньосканд. Þrúðheimr «Земля сили/Світ сили») — земля, яка належить германському богу Тору, і є частиною Асґарда. Згадана в 4-й станзі пісні «Grímnismál» («Мова Ґрімніра») зі «Старшої Едди»:
|  | Land er heilagt, er ek liggja sé ásum ok alfum nær; en í Þrúðheimi skal Þórr vera unz of rjúfask regin. |

Сноррі Стурлусон, автор Молодшої (або Прозової) Едди, навів іншу назву цього міфологічного топоніма, а саме: Трудванґ (Þrúðvangr), "Долина сили". Можна припустити, що назви були взаємозамінні чи існували паралельно.
У Трудгеймі розташовані покої Тора, які мають назву Більскірнір.